# Кубок Європи з метань
Кубок Європи з метань (англ. European Throwing Cup) є особисто-командним змаганням з метальних дисциплін (штовхання ядра, метання диска, метання молота, метання списа), яке щорічно проводить Європейська легкоатлетична асоціація.
Україна приймала турнір у 2007. Містом-господарем змагань виступила Ялта.

## Історія заснування
У європейському легкоатлетичному календарі ці змагання з'явилися як своєрідне «доповнення» до зимового чемпіонату Європи, з тим, щоб збільшити змагальний сезон метальників.
Змагання вперше були проведені у 2001 під назвою «Європейський виклик із зимових метань» (англ. European Winter Throwing Challenge) та міцно посіли місце в континентальному легкоатлетичному календарі. Починаючи з 2005, змагання змінили назву на «Кубок Європи із зимових метань» (англ. European Winter Throwing Cup). Хоч цей турнір і проводиться в березні, він офіційно до 2016 містив у назві слово «зимовий».
Починаючи з 2007 змагання стали проводитися і для метальників ще однієї вікової категорії — молодіжної (до 23 років).

## Формат змагань
Тривалість змагань — 2 дні.
До програми турніру входять всі чотири класичні метальні дисципліни — метання диска, молота, списа та штовхання ядра.
В змаганнях не можуть брати участь спортсмени, які станом на 31 грудня року проведення Кубку не досягають 16 років. Для чоловічого молоту та штовхання ядра мінімальний вік для участі встановлений у 18 років.
За великої кількості заявлених учасників в одній дисципліні регламент змагань передбачає можливість їх проведення в два потоки: спочатку в сектор виходять спортсмени з невисокими особистими рекордами (група «B»), а після них до боротьби вступають найсильніші (група «A»).
Кожна країна може виставити по 2 спортсмени у кожній дисципліні серед дорослих та по одному — серед молоді.
Першість визначається окремо серед чоловіків і жінок як серед дорослих, так і серед молоді.
До командного заліку йде кращий результат одного атлета від кожної країни в кожній метальній дисципліні, після чого він переводиться в очки за допомогою Міжнародної таблиці переводу результатів Світової легкої атлетики (англ. International Scoring Tables). За сумою отриманих очок у чотирьох метальних дисциплінах визначаються переможці та призери в командному заліку Кубка.
Призери в кожній дисципліні в межах командного та індивідуального та заліків отримують медалі. У межах командного заліку медалі отримують всі атлети країни, яка посіла призове місце, за умови виконання таким атлетом всіх спроб (необов'язково успішних) у змаганнях.

## Змагання
| Рік  | Місто        | Дата                                                          |
| ---- | ------------ | ------------------------------------------------------------- |
| 2001 | Ніцца        | 9-10 березня                                                  |
| 2002 | Пула         | 9-10 березня                                                  |
| 2003 | Джоя-Тауро   | 13-14 березня                                                 |
| 2004 | Марса        | 13-14 березня                                                 |
| 2005 | Мерсін       | 12-13 березня                                                 |
| 2006 | Тель-Авів    | 18-19 березня                                                 |
| 2007 | Ялта         | 17-18 березня                                                 |
| 2008 | Спліт        | 15-16 березня                                                 |
| 2009 | Лос-Реалехос | 14-15 березня                                                 |
| 2010 | Арль         | 20-21 березня                                                 |
| 2011 | Софія        | 19-20 березня                                                 |
| 2012 | Бар          | 17-18 березня                                                 |
| 2013 | Кастельйон   | 16-17 березня                                                 |
| 2014 | Лейрія       | 15-16 березня                                                 |
| 2015 | Лейрія       | 14-15 березня                                                 |
| 2016 | Арад         | 12-13 березня                                                 |
| 2017 | Лас-Пальмас  | 11-12 березня                                                 |
| 2018 | Лейрія       | 10-11 березня                                                 |
| 2019 | Шаморін      | 9-10 березня                                                  |
| 2020 | Лейрія       | змагання не проводились через пандемію коронавірусної хвороби |
| 2021 | Спліт        | 8-9 травня                                                    |
| 2022 | Лейрія       | 12-13 березня                                                 |
| 2023 | Лейрія       | 11-12 березня                                                 |
| 2024 | Лейрія       | 9-10 березня                                                  |
| 2025 | Нікосія      |                                                               |
| 2026 | Нікосія      |                                                               |
| 2027 | Нікосія      |                                                               |